# La Belle et la meute – Aala Kaf Ifrit
La Belle et la Meute – Aala Kaf Ifrit ist ein tunesischer Film von Kaouther Ben Hania aus dem Jahr 2017. Der Film greift die realen Geschehnisse um eine junge Frau auf, die nach der Revolution von Polizisten vergewaltigt wird und verzweifelt versucht, dieses Verbrechen zur Anzeige zu bringen. Im Rahmen der Rubrik Un certain regard wurde der Film im selben Jahr auf dem Filmfestival von Cannes gezeigt.

## Handlung
Die junge Frau Mariam lebt in einem Studentenwohnheim in Tunis, fern ihrer Eltern auf dem Lande. Mit Freunden organisiert sie illegal eine Party. Ein junger Mann fällt ihr auf und die beiden verlassen gemeinsam die Party. Die nächste Einstellung zeigt die beiden durch die Straßen flüchten. Mariam ist völlig verzweifelt. Man erfährt nach und nach, dass sie bei einem Spaziergang am Strand vergewaltigt wurde. Der junge Mann, Youssef, macht ihr klar, dass sie ein ärztliches Attest der Tat benötigt. In einer privaten Klinik scheitern sie, weil Mariam keine Ausweisdokumente mehr besitzt. In einer überfüllten öffentlichen Klinik werden sie zuerst nicht vorgelassen. Nachdem Youssef lautstark interveniert, wird ihnen mitgeteilt, dass ohne polizeiliche Ermittlung keine Untersuchung möglich ist. Man erfährt, dass die Täter Polizisten sind.
Trotz Mariams großer Angst vor der Polizei gehen sie auf die Wache. Sie werden dort von den Polizisten schikaniert, ihre Anzeige nicht aufgenommen, sie müssten in das zuständige Revier. Dort angekommen schlägt ihnen auch hier Ablehnung entgegen, das Paar wird getrennt. Eine weibliche Polizistin hilft Mariam schließlich, ihre Anzeige kann aufgenommen werden und sie sieht den Pathologen im Krankenhaus. Bei ihrer Rückkehr auf die Polizeiwache erkennt sie ihre Handtasche in einem der Polizeiwägen wieder, ihre Verzweiflung und Wut wird immer größer. Die drei Täter erkennen sie auch wieder und sie verschanzt sich im Büro der Polizistin. Als diese sie des Büros verweisen will, kommt es zum Gerangel, sie schlägt die schwangere Frau in den Bauch. Als sie sich nicht mehr verstecken kann, stellen die Täter sie und sperren sie in eine Zelle. Sie wollen sie dazu bringen, die Dienstaufsichtsbeschwerde fallen zu lassen. Zu diesem Zwecke erpressen sie sie mit einem auf dem Handy angefertigten Video der Vergewaltigung. Es kommt zu einer weiteren Handgreiflichkeit, andere Polizisten greifen ein und angesichts der Beweiskraft des Videos können sie die Vorwürfe nicht länger ignorieren. Die Täter werden festgenommen.
Inzwischen ist der nächste Tag angebrochen. Mariam wird einmal mehr mit anderen Polizisten konfrontiert. Diese versichern ihr, dass die Täter verurteilt würden, wollen sie aber weiterhin dazu zwingen, die Dienstaufsichtsbeschwerde fallen zu lassen. Ein öffentlicher Prozess mit allen Details würde nur ihre Ehre und die ihrer Familie in den Schmutz ziehen. Mariam hat inzwischen jedoch jede Furcht verloren und verkündet fatalistisch, dass sie jeden Preis zu zahlen bereit ist. Sie verlässt die Polizeiwache in Richtung der aufgehenden Sonne.

## Produktion
Es handelt sich um den zweiten Film der Regisseurin Kaouther Ben Hania. Der Film basiert lose auf dem Fall einer von drei Polizisten vergewaltigten Frau, die infolge noch von der Staatsanwaltschaft wegen unsittlichen Verhaltens angezeigt wurde. Das besondere Stilmittel des Films sind sehr lange Sequenzaufnahmen, der Film kommt darum mit enorm wenigen Schnitten aus. Das Budget des Films lag bei 850.000 Euro.
Im deutschsprachigen Teil der Schweiz feierte der Film am 30. November 2017 seine Premiere.

## Kritik
Vor allem in der französischen Presse wird der Film sehr positiv aufgenommen und für seine Eindringlichkeit gelobt. Anne Diatkine bescheinigt dem Film für Libération, in nur wenigen Bildern die Vielschichtigkeit der tunesischen Gesellschaft einzufangen. Für den Rolling Stone schreibt Jessica Saval, dass der schockierende Realismus des Films nicht nur seine Geschichte, sondern die vieler vergleichbarer Geschichten zeigt. Im Figaro schreibt Nathalie Simon, dass der Film einen wie einen Faustschlag in den Magen trifft. Positiv wird auch hervorgehoben, dass der Film nicht einfach eine Konfrontation zwischen Frauen und Männern beschreibt. Von beiden Geschlechtern empfängt Mariam sowohl Unterstützung als auch Ablehnung.
Das Lexikon des internationalen Films gibt dem Film dreieinhalb von fünf Sternen und resümiert, dass er „vehement und unverstellt mit einem von fataler Indifferenz geprägten Männersystem konfrontiert und einen wichtigen Beitrag für den Diskurs des Frauseins im arabischen Raum liefert.“

## Auszeichnungen
Der Film gewann mehrere Preise in der frankophonen Welt. Beim Festival in Cannes gewann er in der Kategorie Un Certain Regard zwar den Preis für den besten Tonfilm, musste sich beim Wettbewerb innerhalb der Kategorie um den besten Film jedoch dem iranischen Film A Man of Integrity (Lerd) von Mohammad Rasulof geschlagen geben.